# Val di Nizza
Val di Nizza – miejscowość i gmina we Włoszech, w regionie Lombardia, w prowincji Pawia.
Według danych na rok 2004 gminę zamieszkiwało 686 osób, 23,7 os./km².